# Alalapadoe Airstrip
Alalapadoe Airstrip is een landingsstrook in Alalapadoe in het zuiden van het district Sipaliwini in Suriname. Er zijn rond de zes maatschappijen die het vliegveld aandoen. Er zijn lijnvluchten naar Zorg en Hoop Airport in Paramaribo. 
De landingsbaan is een grasbaan met een lengte van circa 600 meter.

## Bereikbaarheid tijdens regenseizoen
Tijdens het regenseizoen is de airstrip van Alalapadu regelmatig onbruikbaar door wateroverlast. In juni 2018 werd het vliegveld, evenals andere landingsbanen in Zuid-Suriname, onbereikbaar door aanhoudende regenval. Hierdoor was luchttransport tijdelijk niet mogelijk, wat de bereikbaarheid van het dorp ernstig beperkte.